# Hekaba
Hekaba (tudi Hekuba, grško Hekabe, latinsko Hecuba) je bila grška mitološka kraljica. Bila je žena trojanskega kralja Priama in mati trojanskih junakov Hektorja in Parisa ter Kasandre. Poleg teh otrok sta imela s Priamom še sedemnajst drugih otrok.